# Cinnamomum damhaensis
Cinnamomum damhaensis är en lagerväxtart som beskrevs av André Joseph Guillaume Henri Kostermans. Cinnamomum damhaensis ingår i släktet Cinnamomum och familjen lagerväxter. Inga underarter finns listade i Catalogue of Life.